# 外屏增十四
双鱼座f（双鱼座89，89 Psc，外屏增十四）是双鱼座的一颗恒星，视星等为+5.154，距离地球约245光年。